# Der Tempel des Elementaren Bösen
Der Tempel des Elementaren Bösen: Ein klassisches Greyhawk Abenteuer (OT: The Temple of Elemental Evil: A Classic Greyhawk Adventure) ist ein rundenbasiertes Computer-Rollenspiel des US-amerikanischen Computerspielentwicklers Troika Games für Windows-PCs. Das Spiel basiert auf der gleichnamigen Rollenspiel-Kampagne von Gary Gygax für das Pen&Paper-Rollenspiel Dungeons & Dragons  und verwendete als erstes D&D-Computerspiel die Regelwerksedition 3.5. Das Spiel wurde über Atari im Oktober 2003 in Europa veröffentlicht und gilt als die werkgetreueste Umsetzung des Regelwerks von Dungeons & Dragons in einem Computerspiel.

## Handlung
Da es sich um eine 1985 veröffentlichte Rollenspiel-Kampagnen zu Dungeons & Dragons handelt, finden die Ereignisse in der ursprünglichen D&D-Hauptkampagnenwelt Greyhawk statt und nicht in den zum Veröffentlichungszeitraum üblichen Vergessenen Reichen der Kampagnenwelt Faerûn. Das Modul gilt als archetypisches Beispiel einer D&D-Kampagne, in der eine zu Anfang namenlosen, schwache Heldentruppe sich durch einen mit zahlreichen feindlichen Kreaturen bevölkerten Dungeon kämpft, allmählich an Stärke gewinnt und letztendlich das Böse vertreiben kann.
Die Handlung ereignet sich im Umfeld des Orts Hommlet im Land Flanaess. Dreizehn Jahre vor Beginn der Kampagne war die Region bereits einmal Schauplatz einer großen Schlacht zwischen einer Armee des Bösen unter der Dämonin Zuggtmoy und einem vereinigten Heer der nördlichen Reiche. Mit Hilfe des Magierzirkels der Acht konnten die bösartigen Kreaturen in ihr Hauptquartier, den sogenannten Tempel des Elementaren Bösen, zurückgedrängt und magisch eingeschlossen werden. Doch mit der Zeit begannen sich die Kräfte des Bösen zu regenerieren und mit seinen Truppen erneut in die umliegenden Lande einzudringen.
Zu Anfang des Spiels wird die Abenteurergruppe des Spielers mit einer scheinbar simplen Mission betraut, die sie in die Stadt Hommlet führt. Die Erzählung, die den Anlass für die Reise gibt, wird von der Gesinnung der Gruppe bestimmt und variiert daher. Nachdem die Gruppe vor Ort einige kleinere Aufträge für die Dorfbewohner ausgeführt hat, werden die Abenteurer schließlich gebeten, ein befestigtes Banditennest auszuheben, das Moathouse. Wie es sich herausstellt, werden die Banditen von einem Priester des Tempels angeführt. Mit dieser Erkenntnis wird der Tempel zusammen mit dem Piratennest Nulb als Reiseziel verfügbar und die Gruppe begibt sich nunmehr auf die Suche nach einem Zugang zum Tempel.
Im Tempel angelegt, erfährt der Spieler, dass sich die Truppen des Bösen gemäß der Elemente Feuer, Eis, Luft und Erde in vier Fraktionen aufteilen, die jeweils eine eigene Domäne innerhalb des Tempels besitzen und miteinander konkurrieren. Die Gruppe muss sich durch weitere Aufträge Zugang zu Hedrak, dem Anführer des Tempels, erarbeiten. Der Spieler steht vor der Entscheidung, Hedrak zu töten oder in dessen Auftrag den Hügelriesen Scoorp zu töten. Entscheidet er sich für letztere Option, wird er in die Reihen des Tempels aufgenommen und das Spiel beendet. Tötet er Hedrak, erhält Zugang zu den vier elementaren Knoten, die jeweils einen Edelstein beherben. Diese lassen sich in ein mächtiges Artefakt einsetzen. Es folgt die abschließende Konfrontation mit Zuggtmoy, die zu drei unterschiedlichen Finalvarianten führt:
1. Zuggtmoy wird für 66 Jahre gebannt
2. Zuggtmoy wird endgültig vernichtet
3. Zuggtmoy wird verschont und die Abenteurergruppe reichlich belohnt

## Spielprinzip
Der Tempel des Elementaren Bösen ist ein gruppenbasiertes Rollenspiel, das aus einer isometrischen Überblicksperspektive gespielt wird. Die Steuerung erfolgt indirekt mit Maus und Tastatur über eine Point-and-Click-Benutzeroberfläche. Es ist das erste Computerspiel, das auf der Regelwerksedition 3.5 von Dungeons & Dragons basierte, die dazu vom Entwickler nahezu vollständig und wortgetreu umgesetzt wurde. Zu Beginn des Spiels erstellt oder wählt der Spieler eine fünfköpfige Heldengruppe, zu der im Laufe des Spiels bis zu drei weitere, computergesteuerte Charaktere hinzustoßen können. Diese kann der Spieler zwar ebenfalls steuern, doch sie verlangen Anteil an der im Spiel gefundenen Beute, den sie sich automatisch sichern. Die Charaktererstellung folgt dem D&D-Regelwerk. Die sechs Grundattribute (Stärke, Geschicklichkeit, Intelligenz, Weisheit, Geschicklichkeit, Charisma) werden ausgewürfelt, wobei die Würfe im normalen Schwierigkeitsmodus bei Nichtgefallen wiederholt werden können. Die restlichen Fertigkeiten werden nach einem Point-Buy-System erworben, d. h. der Spieler investiert eine vorgegebene Zahl von Punkten in die gewünschten Fähigkeiten. Das Spiel besitzt zusätzlich einen speziellen Schwierigkeitsmodus mit der Bezeichnung Ironman, in dem der Spieler bei der Charaktergenerierung nur einmal die Möglichkeit erhält, die Werte seines Charakters auszuwürfeln. Weiterhin besitzt der Spieler in diesem Modus nur einen Speicherstand. Stirbt ein Charakter im Ironman-Modus, kann er nicht mehr ins Leben zurückgeholt werden.
Die Spielwelt setzt sich aus verschiedenen Einzelkarten zusammen, zwischen denen der Spieler mit seiner Heldengruppe hin- und herreist. Die Erkundung der Spielwelt verläuft in Echtzeit, das Kampfsystem hingegen ist rundenbasiert. Die Zugreihenfolge ergibt sich hierbei anhand der Charakterwerte der Figuren und Kreaturen, dem sogenannten Initiative-Wert. Statt der für Rundenkämpfe verbreiteten Quadrat- oder Hexfeld-Aufteilung arbeitet Der Tempel des elementaren Bösen mit einem System aus kreisförmigen Aktionsradien. Die D&D-typische Gesinnung (gut, neutral, böse), die zu Beginn des Spiels für die Heldengruppe festgelegt werden muss, bestimmt darüber, welche Gesinnungstypen Mitglied der Heldengruppe werden können, und hat gewissen Einfluss auf Einstieg und Abschluss des Spiels sowie die angebotenen Aufgaben. Für das Erledigen von Aufträgen und das Töten gegnerischer Kreaturen erhält der Spieler rollenspiel-üblich Erfahrungspunkte. Bei Erreichen gewisser Punktestufen erfolgt ein sogenannter Stufenaufstieg (Level up), durch den ein Charakter aufgewertet werden kann und etwa neue Fähigkeiten erlernen oder bestehende Fähigkeiten ausbauen kann. Die Stufenobergrenze des Spiels liegt bei Level 10.

## Entwicklung
Der Tempel des Elementaren Bösen wurde am 9. Januar 2003 unter dem Titel Greyhawk: The Temple of Elemental Evil angekündigt. Es war nach Arcanum: Von Dampfmaschinen und Magie das zweite Projekt des Entwicklungsstudios Troika Games und entstand im Auftrag des damaligen D&D-Softwarelizenzinhabers Atari. Es nutzt für die Darstellung eine Kombination aus zweidimensionalen, vorgerenderten Hintergründen, vor denen die in 3D animierten Spielfiguren interagieren. Es handelt sich dabei um eine Weiterentwicklung der Arcanum-Engine. Das Spiel orientiert sich sehr nahe an der Rollenspiel-Vorlage und erweiterte diese lediglich um einige Nebenquest-Szenarien und einen größeren Umfang der zentralen Ortschaft Hommlet, um mehr Abwechslungsmöglichkeiten für den Spielen bieten zu können.
Troika bekam die Vorgabe, das Spiel innerhalb von zwei Jahren zu entwickeln. Effektiv wurde es innerhalb von zwanzig Monaten fertiggestellt. Die Entwicklungsarbeiten begannen offiziell am 1. Februar 2002, mit einem ursprünglich geplanten Abschluss der Arbeiten am 1. Juni 2003. Troikas Entwicklungsteam bestand aus 14 Personen, unterstützt durch einige Praktikanten und externe Auftragsarbeiten. Ziel war von Beginn an eine möglichst detailgetreue Umsetzung des D&D-Regelwerks und ein Spielprinzip ähnlich klassischer Rollenspiel-Titel wie The Bard’s Tale und Wizardry. Allerdings sah das Konzept ursprünglich eine Anpassung an die Regelwerksversion 3.0 vor und wurde erst später auf 3.5 umgestellt, nachdem Troika erfahren hatte, dass die Veröffentlichung der neuen Regelwerksversion unmittelbar bevorstand. Für diese Anpassung wurde der Entwicklungszeitraum in Absprache mit Atari um zwei Monate bis zum 1. August 2003 verlängert. Die Arbeiten verzögerten sich jedoch, sodass Troika erst am 30. August 2003 die fertige Fassung des Spiels einreichte.
Neben der Aktualisierung des Regelwerks wurde der Spielumfang im Vergleich zum ursprünglichen Konzept in einigen weiteren Punkten erweitert. So entwickelten einige engagierte Entwickler in ihrer Freizeit das einführende Tutorial, um Einsteigern das komplexe Regelwerk näher zu bringen. Das umfangreiche, mit Hyperlinks arbeitende Hilfemenü und die Bildschirmausgabe der im Hintergrund ablaufenden Würfelwürfe wurden ebenfalls im Verlauf hinzugefügt, die Zahl der Zaubersprüche von 82 auf 223 erhöht. Bereits zu Beginn der Entwicklungsarbeiten entstand zudem die Idee der unterschiedlichen Startpositionen und Einstiegsmotivationen, je nach Gesinnung der Heldentruppe, für die neun zusätzliche Karten und Dialoge erstellt werden mussten. Während des gesamten Entwicklungszeitraums hatte Entwickler Troika mit der Einhaltung der veranschlagten Entwicklungszeit und der Liefertermine für die Projektmeilensteine zu kämpfen. Insbesondere für eine ausführliche Fehlersuche fehlte es an zusätzlicher Entwicklungszeit, trotz zweier weiterer Entwicklungsmonate und Überziehung dieses Zeitkontingents. Im Vergleich zur Ausgangsmaterial mussten besonders gegen Ende des Spiels einige Anpassungen vorgenommen werden, die sich für das Computerspiel nicht sinnvoll umsetzen ließen. Daher gibt es Anpassungen beim Leveldesign und der Zusammenstellung der Kämpfe.
Ursprünglich angekündigt zur Veröffentlichung in den USA am 2. Oktober 2003 und in Deutschland Ende November, vermeldete Publisher Atari überraschend bereits am 4. September 2003 die Fertigstellung der Entwicklungsarbeiten. Die Veröffentlichung wurde entsprechend vorgezogen und das Spiel erschien in den USA somit bereits am 16. September, in Europa am 2. Oktober. Zuvor wurde am 10. September eine offizielle Demo des Spiels veröffentlicht.
Die Erstveröffentlichungsversion litt unter erheblichen Programmfehlern, die auch durch drei im Laufe der Zeit veröffentlichten Patches nicht vollständig behoben werden konnten. Erst durch einen von der Fangemeinde erstellten, sogenannten Community-Patch wurden zahlreiche weitere Probleme behoben.

## Rezeption
| Deutschsprachige Wertungen | Deutschsprachige Wertungen |            |
| Publikation                | Wertung                    |            |
| -------------------------- | -------------------------- | ---------- |
| 4Players                   | 70 %                       |            |
| Computer Bild Spiele       | Note 2,12                  |            |
| Gamecaptain                | 83 %                       |            |
| GameStar                   | 74 %                       |            |
| GBase                      | 8,0 von 10                 |            |
| Krawall.de                 | 76 %                       |            |
| Looki                      | 82 %                       |            |
| PC Games                   | 79 %                       |            |
| Internationale Wertungen   |                            |            |
| CGW                        | 2,5 von 5                  |            |
| GameSpy                    | 4,5 von 5                  |            |
| GamePro (US)               | 4,5 von 5                  |            |
| Game Informer              | 7 von 10                   |            |
| GameSpot                   | 7,9 von 10                 |            |
| Gamezone (US)              | 8,4 von 10                 |            |
| IGN                        | 7,5 von 10                 |            |
| PC Gamer (US)              | 79 %                       |            |
| Metawertungen              |                            |            |
| GameRankings               | 70,88 %                    | 70,88 %    |
| Metacritic                 | 71 von 100                 | 71 von 100 |

### Rezensionen
Der Tempel des Elementaren Bösen erhielt mehrheitlich positive, wenngleich zurückhaltende Bewertungen (GameRankings: 70,88 % / Metacritic: 71 von 100). Unter anderem litt die Verkaufsversion unter erheblichen Programmfehlern, die die Veröffentlichung dreier Patches notwendig machten und selbst danach nicht vollständig behoben waren. Das Spiel wurde insgesamt als sehr komplex eingestuft.
Gelobt wurde unter anderem das rundenbasierte Kampfsystem für seine umfangreichen Möglichkeiten und die Detailtreue zum vorgegebenen Regelwerk. Die Kämpfe seien daher sehr unterhaltsam. Ebenfalls überzeugen konnte die grafische Gestaltung. Laut 4Players sei die Steuerung durchdacht und helfe dem Spieler gerade bei den Kämpfen, schnell Zugriff auf die umfangreichen Optionen des Spiels zu bekommen. Allerdings stieß das Interface nicht bei allen Rezensenten auf dieselbe Zustimmung und wurde im Gegenteil als umständlich bezeichnet. Einige Tester bedauerten zudem das Fehlen eines Mehrspieler-Modus. Kritisiert wurde unter anderem auch die etwa im Vergleich zu Baldur’s Gate dünne Handlung und fehlende Partyinteraktion, sowie fehlende Komfortfunktionen und Einstiegshilfen abseits des umfangreichen Handbuchs. Daneben stießen Rezensenten mehrfach auf Aussetzer der Spiel-KI, die zu Passivität der eigentlich feindlichen Kreaturen führte. In seinem Test für GameSpot kritisierte Autor Greg Kasavin, dass die detailgetreue Regelwerksumsetzung in Kombination mit mangelhaften Erklärung es neuen und D&D-unerfahrenen Spielern erschwere, ins Spiel zu finden. Auch würden Hilfsfunktionen, etwa beim Levelaufstieg fehlen, das Spiel sich daher primär an Kenner des Regelwerks richten.
In einem Rückblick auf die Entwicklung gestand Produzent Tom Decker eine zu große Zahl an Programmfehlern ein. Demnach wäre für eine bessere Programmqualität ein weiterer Monat Entwicklungszeit notwendig gewesen. Diese erneute Aufstockung des Projektzeitraums wollte Publisher Atari jedoch nicht finanzieren, eine Durchführung auf eigene Rechnung war für Entwickler Troika ebenso nicht möglich. Auch die Wahl des alten Rollenspiel-Moduls als Grundlage der Handlung habe sich nicht als vorteilhaft erwiesen. Die Kampagne habe mit Blick auf die Handlung und die Beschreibungen zu wenig Substanz geboten. Ein Ausbau und Anpassungen wären ursprünglich aber nicht vorgesehen und mit nicht kalkuliertem Zusatzaufwand verbunden gewesen. Daher konnten zusätzliche Inhalte wie die unterschiedlichen Einstiegsszenarien anhand der Gesinnung im weiteren Spielverlauf nicht fortgeführt werden.

### Darstellung von Homosexualität
Der Tempel des Elementaren Bösen beinhaltete die Möglichkeit, in der Hafenstadt Nulb den homosexuellen Sklaven Bertram zu befreien und diesen eine Romanze mit einem männlichen Gruppenmitglied eingehen zu lassen, die letztlich zu einer Heirat der beiden Charaktere führt. Zwar gab es bereits in früheren Spielen Darstellungen von Homosexualität, doch Der Tempel des Elementaren Bösen zählte neben Fallout 2 zu den ersten Spielen mit der Möglichkeit einer gleichgeschlechtlichen Heirat. Alex Krotoski vom Guardian bezeichnete das Spiel daher als „ein gutes Beispiel für das Verschieben der Grenzen“ bei der Darstellung von Homosexualität in Spielen. Matthew Barton bezeichnete in einem Beitrag für Armchair Empire die Einbindung von Homosexualität in Spielen als wichtigen Schritt für eine bessere Identifikation mit Spielen, um diese damit neuen Zielgruppen zu eröffnen. Er prognostizierte, dass Der Tempel des Elementaren Bösen als das erste Mainstream-Computerspiel in die Geschichte eingehen werde, das die homosexuelle Ehe gezielt gefördert habe. Dies begründete er unter anderem auch mit der in den USA in diesem Zusammenhang niedrigen Alterseinstufung ab 13 Jahren. Unter heterosexuellen Spielern löste die Darstellung mitunter Unbehagen aus, die Veröffentlichung des Spiels fiel zudem in einen Zeitraum aktueller Kontroversen über politische Aussagen der Bush-Regierung zur Unterbindung der gleichgeschlechtlichen Ehe in den USA, weshalb diese Darstellung insbesondere im US-amerikanischen Raum auf öffentliche Resonanz stieß. Auch als 2006 im Zuge der Veröffentlichung des Action-Adventures Canis Canem Edit erneute Diskussionen über die Darstellung von Homosexualität in Spielen entstanden, diente Der Tempel des Elementaren Bösen als Referenz.
Produzent Tom Decker verteidigte in einem Interview mit IGN die Entscheidung:

“I particularly felt strongly that since we had several heterosexual marriages available in Hommlet, we should include at least one homosexual encounter in the game (although there were actually two, one was in the brothel that was removed) and not to make it a stereotyped, over the top situation, but on par with the other relationships available in the game. I felt strongly about keeping the character of Bertram in the game, and I am glad we were allowed to keep him, despite any controversy it might cause. It's been entertaining reading the boards about Bertram and reactions to him.”

„Da wir mehrere heterosexuelle Heiratsoptionen in Hommlet hatten, hatte ich das dringende Gefühl, dass wir zumindest eine homosexuelle Begegnung in das Spiel einbauen sollten (tatsächlich gab es zwei, eine im Bordell wurde wieder entfernt) und dass wir daraus keine stereotypische, überzogene Situation machen sollten, sondern eine zu den anderen im Spiel verfügbaren Beziehungen gleichberechtigte. Es war mir ein wichtiges Anliegen den Charakter Bertram im Spiel zu belassen und ich bin froh, dass wir ihn behalten durften, trotz aller Kontroversen, die das verursachen könnte. Es war sehr unterhaltsam, die Foreneinträge über Bertram und die Reaktionen darauf zu lesen.“

Die Website GayGamer.net wählte Bertram auf Platz 6 ihrer Top 20 der „Homosexuellsten Computerspiel-Charaktere“.

### Modding
Troika Games bot für Der Tempel des Elementaren Bösen keine Entwicklungswerkzeuge für Hobbyentwickler an. Dennoch entwickelte sich eine überschaubare Moddingszene um das Spiel. Veröffentlicht wurden unter anderem Community-Patches für die Behebung der verbliebenen Fehler sowie neue Inhalte in Form von Regelwerkserweiterungen und zusätzlichen Quests für das Spiel. Der größte Teil aller Fehlerbehebungen und Mods ist zusammengefasst im Circle of Eight Modpack.